# Rheumaptera reducta
Rheumaptera reducta là một loài bướm đêm trong họ Geometridae.